# Мария Афонсу
Дона Мария Афонсу (порт. D. Maria Afonso; ок. 1302 — ок. 1320) — побочная дочь короля Португалии Диниша I, рождённая, вероятнее всего, от внебрачной связи с Бранкой Лоренсу де Валадареш (при передаче бразильского произношения: ди Валадариш). В португальской историографии иногда именуется как дона Мария Афонсу II, чтобы отличить ее от другой внебрачной дочери Диниша I того же имени — доны Марии Афонсо I (1290—1340), сеньоры Хибралеон.

## Происхождение
Материнство Бранки Лоренсу де Валадареш (в бразильском произношении: ди Валадариш; род. ок. 1270) не является бесспорно признанным, но это наиболее убедительная из существующих гипотез. Аргументами в пользу этой версии являются: 
- Жалованная грамота короля Динишем I конца 1301 года о дарении Бранке Лоренсу де Валадареш замка и поместья Мирандела содержит кроме прочего следующую запись: «Если Бог пожелает, чтобы я подарил Вам сына или дочь, они получат указанное поместье…» (se Deus quiser que eu haja de Vós filho ou filha, que fique a eles a dita vila…). Из чего можно сделать вывод, что Бранка на момент составления письма уже была в положении. Вероятное время рождения ребенка доны Бранки соответствует примерному возрасту Марии Афонсу на момент её смерти.
- Герб Марии Афонсу, изображенный на её гробнице в аббатстве Сан-Диниш, представляет собой смешение двух гербов, вероятно, родовых гербов матери и отца. На втором и третьем полях герба изображены пять бизантов в виде креста, на четвертом трёхбашенный замок — несомненно части португальского королевского герба, на первом поле — изображение льва, вставшего на задние лапы, такой же лев изображен на гербе семейства Валадареш.
- Косвенным доказательством происхождения Марии Афонсу может служить тот факт, что аббатисой монастыря Сан-Диниш в период с 1301 по 1319 год была Констанса Лоренсу де Валадареш, младшая сестра Бранки и родная тётка принцессы. Вероятно назначение доны Констансы было не случайным, также как и тот факт, что она покинула обитель сразу после смерти принцессы. Возможно, король выбрал ближайшую родственницу для наблюдения за своей дочерью.

## Семья
Мать Марии Афонсу происходила из известной дворянской фамилии Валадареш (в бразильском произношении: ди Валадариш или ди Валадарис), много лет верно служившей португальским королям. Основатель семейства Айрис Нунис де Валадарес перебрался в Португалию из Галисии в первой половине XII века, от его детей Жуана и Соейру пошли дворянские роды де Валадареш и де Пенела. Отец Бранки де Валадареш — Лоренсу Соареш де Валадареш (в бразильском произношении: Соариш ди Валадариш или Соарис ди Валадарис; ум. 1298), сеньор Танжила, верно служил сначала испанским, затем португальским монархам. Он был главным знаменосцем Португалии и майордомом короля Леона Альфонсо IX, а затем советником португальских королей Афонсу III и Диниша I, занимал пост королевского лейтенанта в Риба-Вога (1273) и Риба-Миньо (1279—1287). Матерью доны Бранки была Санша Нунеш де Шасин (род. 1240), происходившей из богатой семьи сеньоров Кинтелы-де-Лампасаш. Одна из младших сестер Бранки, Адольфа, была матерью знаменитой Инеш де Каштру и возлюбленной короля Педру I; другая сестра, Инеш, стала женой внебрачного сына короля Афонсу III. Дона Бранка была выдана отцом замуж за Мартина Аниша де Бритейруша (в бразильском произношении: Аниша ди Бритейруша или Аниса ди Бритейруса; род. ок. 1245), происходившего из рыцарской семьи королевских лейтенантов Маи. В законном браке дона Бранка родила двоих детей: сына — Мартина Аниша де Бритейруша и дочь — Виоланте Понсу де Бритейруш. Её дочь Виоланте стала супругой Родригу Афонсу де Соуза (1305-1370) сеньора Аррайо́луша, внука короля Афонсу III. Внебрачная связь доны Бранки с королем подтверждается письмом, датируемым 1301 годом, в котором король-поэт Диниш I в свойственной трубадурам манере, жертвуя возлюбленной замок и поместье Мирандела, указывает: «…Делаю это для Вас, приобретая Ваше тело»  (…Esta vos faço, por compra de vosso corpo). Подлинность документа не взывает сомнений, поскольку при «приобретении» королем тела возлюбленной соблюдены все юридические формальности того времени, письмо имеет подпись короля, канцлера королевства, представителей дворянства и духовенства, в совершенстве распознаются подписи архиепископа Браги дона Мартинью, епископа Лиссабона дона Жуана, епископа Коимбры Педру, епископа Визеу Эгаша, епископа Ламегу Васко.

## Биография
Марию Афонсу отправили в цистерцианское аббатство Сан-Диниш и Сан-Бернарду, расположенное недалеко от столицы королевства в Одивелаш и построенное по приказу ее отца в 1295—1296 годах. По историческим данным, в 1305 году в монастыре было 80 монахинь и послушниц, а настоятельницей обители в период между 1301—1320 годами была аббатиса Констанса Лоренсу де Валадареш (в бразильском произношении: ди Валадариш), родная тетка принцессы. Не известно была ли Мария Афонсу монахиней, не все женщины, проживающие в монастыре носили этот сан. На надгробии принцесса изображена не в цистерцианской традиции, так что, возможно, она осталась послушницей и не приняла монашество. Мария Афонсу умерла, возможно, насильственной смертью в 1320 году в возрасте 18 лет. В 1322 году её отец составил завещание, повелев похоронить его в этом монастыре, что и было исполнено после его кончины в 1325 году.